# Pohlidium
Pohlidium es un género monotípico de plantas herbáceas perteneciente a la familia de las poáceas. Su única especie: Pohlidium petiolatum Davidse, Soderstrom & Ellis, es originaria de Panamá.

## Etimología
El nombre del género fue otorgado en honor de R.W.Pohl, agrostólogo estadounidense.